# 下光リコ
下光 リコ（したみつ りこ・本名：下光 梨瑚 (読み方同じ)、1998年〈平成10年〉12月26日 - ）は、日本のタレント、モデル、女優。
東京都出身。ティースタイルマネジメント所属。女性アイドルグループ『PiiiiiiiN』の元メンバー。

## 略歴
幼少期から子役として映画などに出演した後、2014年4月、前年暮れに結成されたアイドルグループ『PiiiiiiN』（ピーン）に追加メンバーとして加入（当時の芸名は「下光りこ」）。キャプテンを務める。
2016年8月31日、大学受験の為にキャプテンの座を菅えみりに譲って休業。同年12月29日のZepp DiverCity Tokyo公演で復帰したが、2017年5月5日の渋谷WWW-X公演をもって第1期PiiiiiiNは解散となる。
PiiiiiiN卒業後は暫く学業に専念していたが、「影響力のある人間になりたい、人に感動を与えたい」という気持ちが芽生えたことで芸能界への復帰を考え、2020年のミス・ジャパンに応募。同年8月25日に行われたミス・ジャパン東京大会でグランプリを受賞し、9月29日の日本大会（於：ホテル椿山荘東京）では5位に入賞。これをきっかけにティースタイルマネジメントと契約を結び、ソロでのタレント・モデル業を本格的に開始した。
2022年8月30日、ジュピラー・プロ・リーグに所属するシント＝トロイデンVVのイメージガールとして結成された『シントトロイデンガールズ』のメンバーに選出。テレビ東京のバラエティ番組『EXITのベルギー行ったらモテるやつ』への出演もあった。
2023年4月15日、岡山国際サーキットで行われた2023 SUPER GT Rd.1に於いて、レースクイーンユニット『ZENT sweeties』のメンバーに選ばれたことが発表された。この年のsweetiesはSNSでメンバー5人が順番に明かされた後、同月2日の撮影会で5人体制として正式にお披露目を行ったが、この日の開幕戦で下光が追加メンバーとしてサプライズ発表され、前年同様の6人体制を維持する結果となった。
2023年6月、同月末で解散したBiSHの後継ユニットメンバーを決めるオーディション番組『BiSH THE NEXT』でファイナリスト12名の中に入ったが、BiTE A SHOCKのメンバーに入ることは出来なかった。

## 人物
- 趣味：歌う事、読書 、ドライブ、音楽鑑賞、自然浴、ランニング、猫と遊ぶこと、一人で行動すること、筋トレ、星空をみること、ギターを弾くこと、フィルムカメラでの撮影、スピリチュアル動画鑑賞
- 特技：バスケットボール、変顔、腕を一回転させること、英語の発音、悲鳴
- 3歳下の弟がいる[14]。

## 出演

### テレビ番組
- 黒ちゃんねる「リバティゴルフレッスン」（テレビ愛知・2021年）- 澤田実架[注 4]と共演[15]
- EXITのベルギー行ったらモテるやつ（テレビ東京系・2022年10月1日 - 2023年5月まで出演[注 5]）- シントトロイデンガールズとして
- BISH THE NEXT（日本テレビ・2023年4月8日 - 6月24日）[動画 2]

### ドラマ
- 箱庭のレミング・第1部「不純ないいね」（ABEMA SPECIAL・2021年）
- 私のエレガンス（BSテレビ東京・2022年4月16日放送）- 第3話ゲスト[16]

### 映画
- プライド（2009年）-  ヒロインの少女時代役[15]
- タイマン（2009年）[15]
- イルカの空（2010年）[15]
- LOVE LIFE（2022年）- 澤田実架・友野ゆみ・愛澤ゆいかと共にエキストラ出演[17]

### イベント
- カウントダウンパーティー2021-2022（2021年12月31日 - 2022年1月1日、セルリアンタワー東急ホテル・タワーズバー「ベロビスト」）
澤田実架と共にコーラスを担当。ナビゲーター：土屋炎伽、ギター：吉田次郎、ピアノ：折重由美子[18]。

### 雑誌
- 週刊ヤングジャンプ2015年34号「TOKYO IDOL FESTIVAL 2015 × YJ SPECIAL PRESENT!!」（2015年7月24日発売）[3]

### 広告
- ジャングルGYM美容担当モデル（2021年）[15]

### CM
- ZENT「ヒャッパーダンス篇」（2022年）- 青山テルマに扮した中の一人として出演。振付はラッキィ池田[19][20]。